# José Daniel Martín Dockx
José Daniel Martín Dockx  (nacido el 7 de enero de 1974 en Málaga, Andalucía) es un jinete español. Logró dos diplomas olímpicos tras cosechar un séptimo puesto en Doma clásica por equipos junto con sus compañeros Beatriz Ferrer-Salat, Severo Jurado y Claudio Castilla en Río de Janeiro 2016, idéntico resultado al que consiguió en Londres 2012 junto con sus compañeros Juan Manuel Muñoz Díaz y Morgan Barbançon.

## Participaciones en Juegos Olímpicos
- Londres 2012, Séptimo en equipos.
- Río de Janeiro 2016, Séptimo en equipos.